# Karl Seubert (Chemiker, 1851)

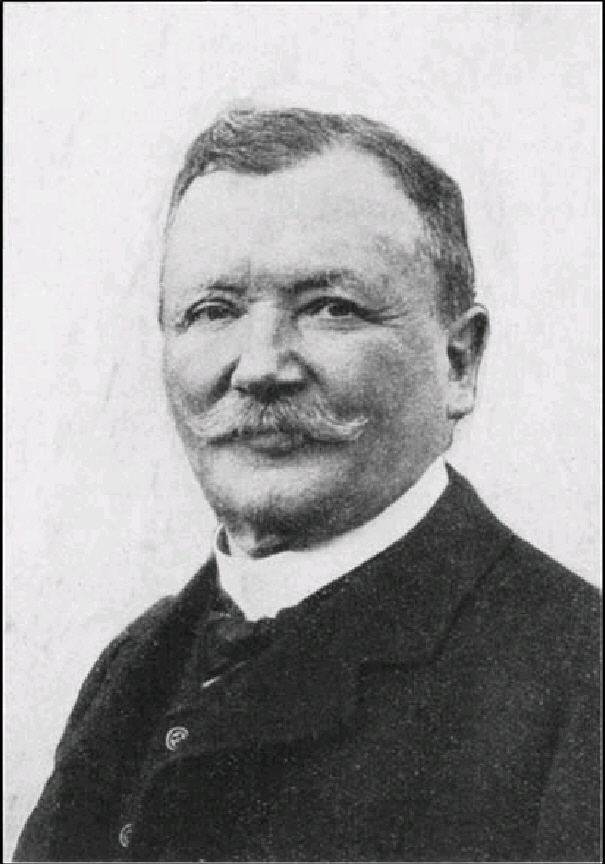
Karl Seubert um 1910

Karl Friedrich Otto Seubert (* 6. April 1851 in Karlsruhe; † 31. Januar 1942 in Hannover) war ein deutscher Chemiker, Apotheker, Hochschullehrer und Buchautor.

## Leben
Karl Seubert war der Sohn von Moritz August Seubert, Professor der Zoologie und Botanik in Karlsruhe, und Maria Seubert. Nachdem er 1866 die Schule abgeschlossen hatte, absolvierte er eine Apotheker-Lehre in Mannheim, die er 1869 mit dem Gehilfenexamen abschloss. Er arbeitete zunächst als Gehilfe in der Apotheke von Ludwig Leiner in Konstanz, bis 1870 der Deutsch-Französische Krieg ausbrach, wo er ein Jahr als Soldat diente und den Rang des Unteroffiziers erhielt. Nach Ende der Dienstzeit arbeitete er weiter bei Leiner, bis er ab dem Wintersemester 1872/73 ein Pharmaziestudium in Karlsruhe begann, das er zwei Jahre später mit dem pharmazeutischen Staatsexamen abschloss.
1874 wurde er aushilfsweise Vorlesungsassistent bei Lothar Meyer am Polytechnikum Karlsruhe; 1875 erhielt er für drei Semester eine Stelle als Assistent in einem technisch-analytischen Labor in Breslau. Anschließend kehrte er nach Karlsruhe zurück, bevor er 1878 in Tübingen bei Lothar Meyer mit seiner Promotion begann. Im Januar 1881 legte er schließlich seine Habilitationsschrift vor.
Er arbeitete in der Folge weiterhin als Assistent von Meyer in Tübingen und wurde im Juli 1885 außerordentlicher Professor mit Lehrauftrag für analytische und pharmazeutische Chemie, nachdem dies einige Monate zuvor aufgrund seiner vorgesehenen Doppelfunktion als erster Assistent und außerordentlicher Professor noch abgelehnt wurde. Ab 1893 wurde seine außerordentliche Professur in eine etatmäßige Stelle umgewandelt.
1895 folgte er einem Ruf auf die Professur für Anorganische und Analytische Chemie an der TH Hannover (als Nachfolger von Karl Kraut), die er bis 1921 innehatte. Dort befasste er sich unter anderem mit der „Weiterentwicklung des Periodensystems der Elemente“ und der „Bestimmung der Atomgewichte der Platinmetalle“.

## Werke
Seubert war Mitherausgeber von Lothar Meyers 1883 erschienenen Buches „Die Atomgewichte der Elemente aus den Originalzahlen neu berechnet“.
Er übersetzte und bearbeitete darüber hinaus die Lehrbücher „Inorganic chemistry“ (Anorganische Chemie) und „An introduction to the study of chemistry“ (Einleitung in das Studium der Chemie) des Amerikanischen Chemikers Ira Remsen ins Deutsche. Letzteres wurde ab der 9. Auflage 1935 von Prof. Hans Reihlen weitergeführt.